# Karl August Böhaimb
Karl (auch Carl) August Böhaimb (* 24. August 1816 in Augsburg; † 10. November 1886) war ein deutscher römisch-katholischer Pfarrer und Autor. Er hatte maßgeblichen Einfluss auf die Entstehung des städtischen Museums in Weilheim.

## Leben

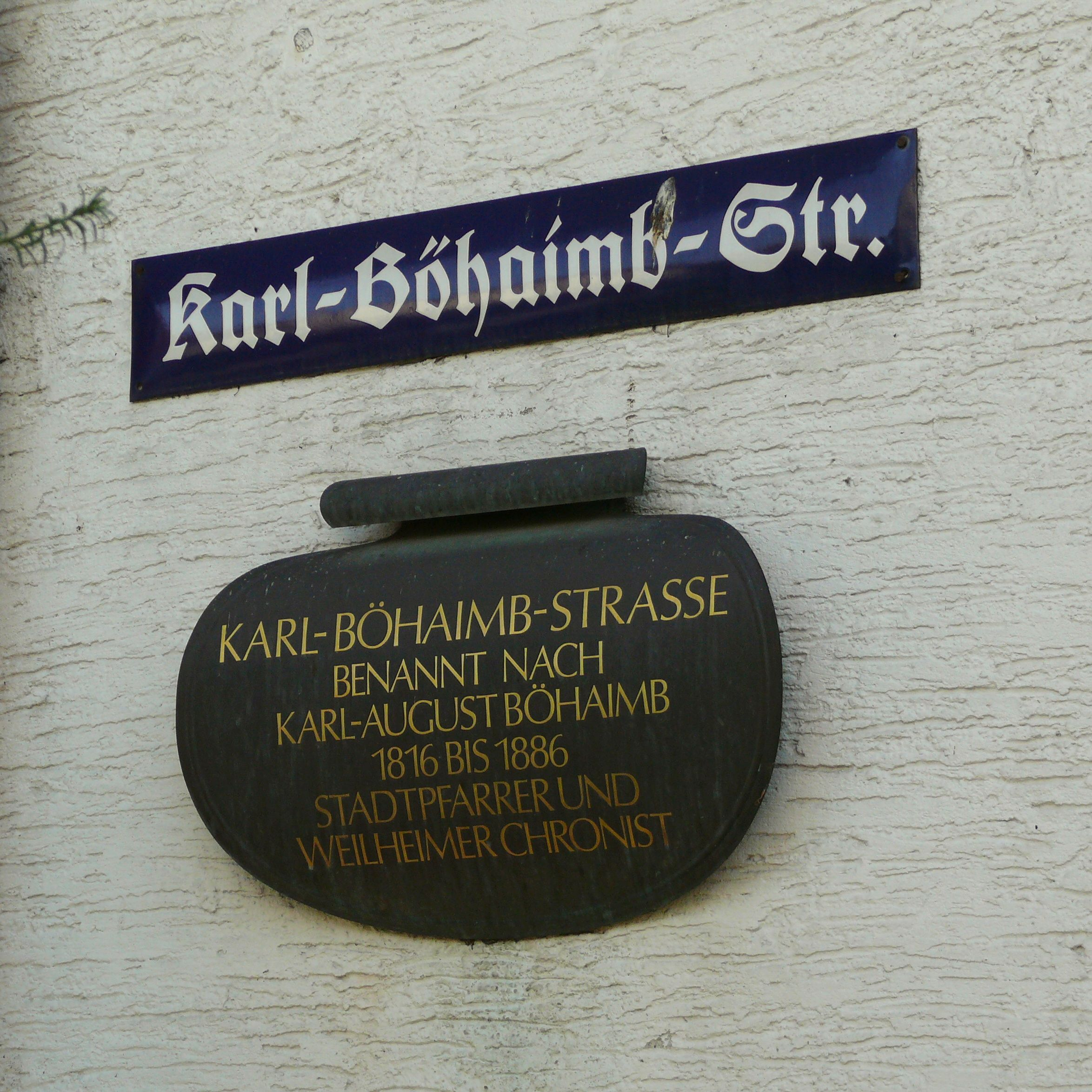

Böhaimb entstammte einem alten oberpfälzischen Geschlecht, das bereits 1476 mit dem Vorfahren Heinrich Böhaimb am Bau des Schlosses in Lauingen (Donau) beteiligt war. Karl August war ein Sohn des königlichen Apellationsgerichts-Registrators Karl Böhaimb († 12. April 1851 in Neuburg an der Donau) und dessen Frau Anna, geborener von Herr; nach anderer Literatur war der Geburtsname der Mutter Anna von Schorn. Die finanziellen Mittel seiner Eltern waren gut bis hervorragend. So habe er später teilweise ein nicht unbeträchtliches Vermögen geerbt. Er hatte zwei Brüder und eine Schwester. Er besuchte die Grundschule der Dompfarrei und ging dann auf das Gymnasium St. Stephan. Auf dem Lyzeum bei St. Stephan studierte er dann zwei Jahre Philosophie. Anschließend studierte er in München Theologie. Er ersuchte sodann mit dem absolvierten Examen in das Klerikalseminar Kollegium Georgianum aufgenommen zu werden. Am 12. Mai 1842 wurde er in der Studienkirche Dillingen von Bischof Peter von Richarz zum Priester geweiht. Im Markt Aindling (Landkapitel Friedberg) wurde er Kaplan, bald jedoch zu St. Peter in Neuburg versetzt. Zwischen dem 26. Juli 1843 und dem 29. Juli 1851 war er also ebenda Kaplan, danach in der Pfarrei Hütting (Landkapitel Burgheim).
In der königlichen Staatsbibliothek in Neuburg fand er viele Bücher, um sich in seiner Freizeit mit geschichtlichen Studien zu beschäftigen. Er engagierte sich stark im Historischen Verein Neuburg und verfasste zahlreiche Beiträge für das Neuburger Kollektaneenblatt.
Am 26. Oktober 1857 wurde er nach Weilheim versetzt, wo am 8. Mai des gleichen Jahres der Pfarrer Georg Neubauer verstorben war. Am 12. November wurde er „kanonisch instituiert“. Er bemühte sich um die stilgerechten Restaurierungen der „Gotteshäuser der Stadtpfarrei“. Im Jahr 1859 empfahl er den Einzug der barmherzigen Schwestern ins Krankenhaus und der englischen Fräulein in die Mädchenschule, was in den Folgejahren tatsächlich vonstattenging. Er förderte auch einige öffentliche Unternehmungen (z. B. Vollendung der Eisenbahnstrecke) bzw. Bauten (z. B. Grundsteinlegung zu einer neuen Kirche).
Er hatte maßgeblichen Einfluss auf die Entstehung des Städtischen Museums in Weilheim im Jahr 1882. Er unterstützte es auch mit eigenen Mitteln bzw. Gegenständen.
Er schrieb zahlreiche Aufsätze in den Zeitschriften der historischen Vereine, beispielsweise von Schwaben, Neuburg, Mittelfranken, Oberpfalz oder Oberbayern.
Wenige Wochen vor seinem Tod errichtete er, der auch Bezirkskämmerer zu Weilheim war, mit einem Stammkapital von 2.500 Mark eine Stipendienstiftung, die er nach sich benannte. Das Kapital entsprach seinerzeit in etwa dem dreieinhalbfachen durchschnittlichen Bruttojahreseinkommen von vollzeitbeschäftigen Arbeitnehmern. In Genuss des Stipendiums sollten würdige, bedürftige Studenten katholischen Glaubens kommen, die in Augsburg geboren wurden, oder ohne Ansehen des Geburtsortes, falls sie mit ihm verwandt waren.

## Ehrungen
- 1924: Benennung der Karl-Böhaimb-Straße in Weilheim
- 1882: Ehrenbürger von Weilheim
- 1874: Ehrenmitgliedschaft des Historischen Vereins Neuburg a. d. Donau
- 1871: Kriegsgedenkmünze für Nichtkombattanten

## Monographien
- Zur Geschichte und Beschreibung des untern Lechraines. C. Wolf und Sohn. München 1862. (Volltext)
- Chronik der Stadt Weilheim vom Ursprunge der Stadt bis auf die neueste Zeit. Martin Warth. Weilheim 1865. (Volltext)
- Magdalena, Herzogin von Bayern, Pfalzgräfin bei Rhein. B. Schmid. Augsburg 1851. (Volltext)